# Caja Duero
La Caja de Ahorros de Salamanca y Soria, conocida bajo el nombre comercial de Caja Duero, fue una caja de ahorros española. Nació el 11 de mayo de 1991, fruto de la fusión entre la Caja de Ahorros y Monte de Piedad de Salamanca y la Caja de Ahorros y Préstamos de la Provincia de Soria. En 2010, acordó su fusión con Caja España para formar Caja España-Duero.
La marca «Caja Duero» se mantuvo en las oficinas de Caja España-Duero y, posteriormente, de EspañaDuero; hasta que este fue absorbido por Unicaja Banco y se rotularon como "Unicaja Banco".

## Historia

### Precedentes

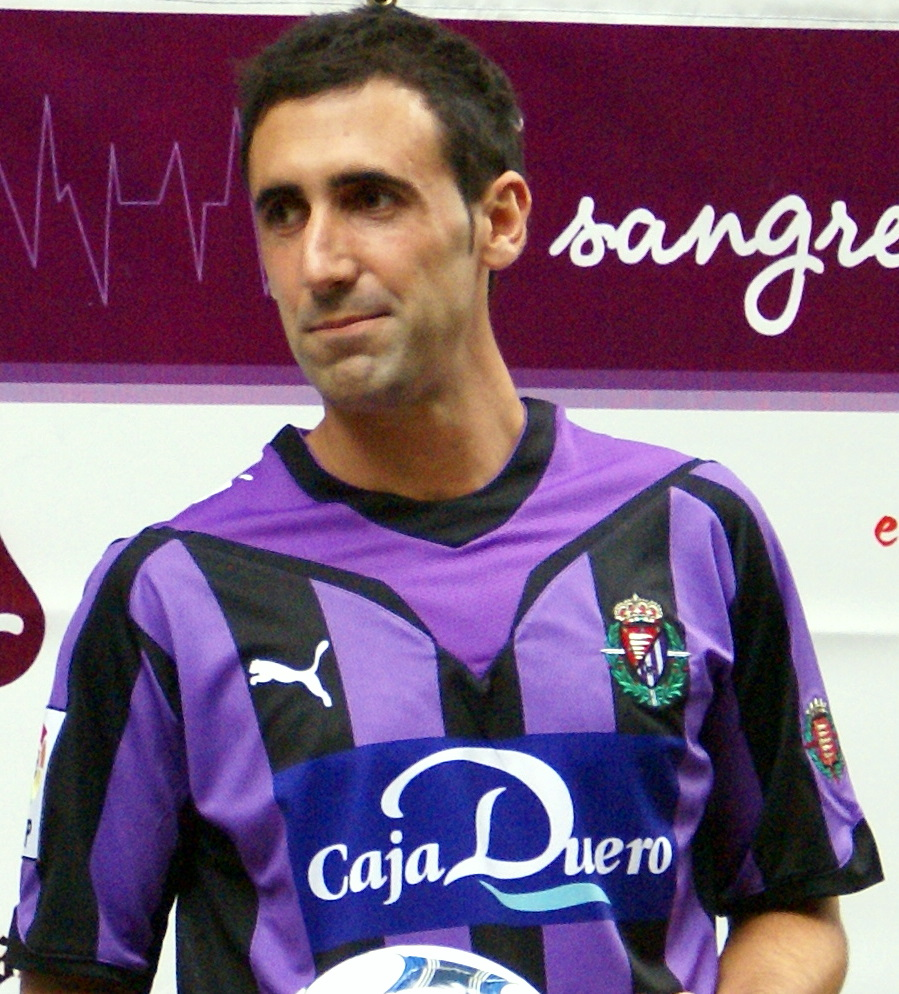
Logotipo de Caja Duero en la camiseta del Real Valladolid.

La Caja de Ahorros y Monte de Piedad de Salamanca nació en 1881. La caja contó con el apoyo de instituciones y colectivos que se convirtieron en primeros donantes e impositores, entre los que destacan: el Gobierno Civil, la Diputación Provincial de Salamanca, el Ayuntamiento de la ciudad, la Universidad, la Escuela de Artes y Oficios, la Escuela de San Eloy, la Comisión Provincial de Monumentos, el Círculo Agrícola, la Escuela Normal, el Colegio de Abogados, el Cabildo, la Sección de Estadística, Revista del Círculo Agrícola, El Eco del Secretariado y El Boletín de Primera Enseñanza.

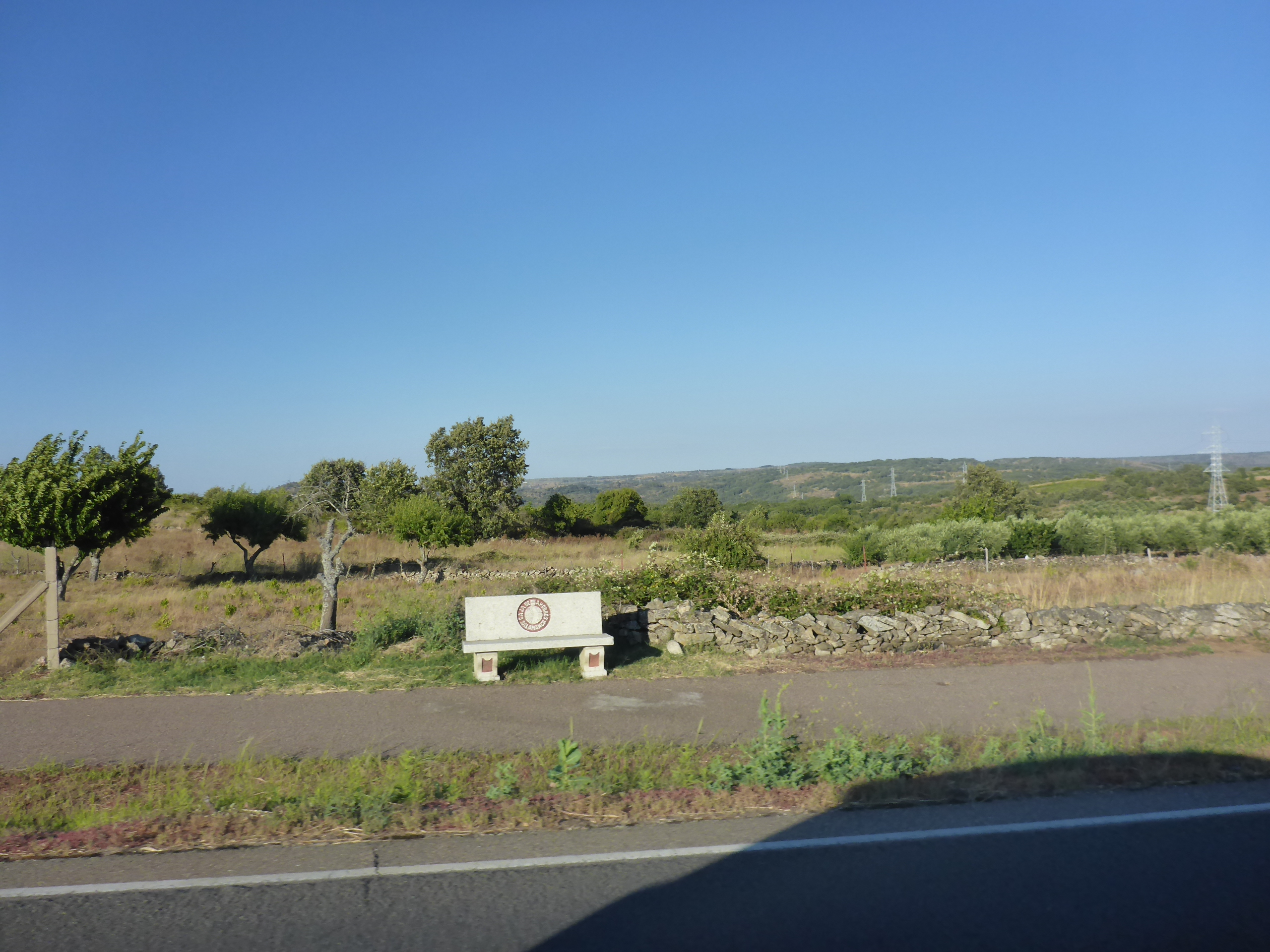
Banco con el logotipo de la Caja de Ahorros de Salamanca

Cuarenta y cinco años después de su fundación, el 21 de mayo de 1925, la caja se establece también en la vecina ciudad de Zamora, invitada por las autoridades de la provincia para dar servicio a aquella ciudad. Once años más tarde, en 1936, asumió las responsabilidades de la antigua Caja de Ahorros y Monte de Piedad de Valladolid, cuyas circunstancias concretas amenazaban seriamente su continuidad, y se instala también en Valladolid. En 1984 absorbió a la Caja de Ahorros y Préstamos de la Provincia de Palencia; en 1988, a la Caja Rural de Ávila y a la Caja de Crédito Agrícola de Ciudad Rodrigo, y en 1989, a la Caja Rural de Cáceres y a la Caja Rural de Arenas de San Pedro.

### Caja Duero
El 11 de mayo de 1991, la Caja de Ahorros y Monte de Piedad de Salamanca se fusionó con la Caja de Ahorros y Préstamos de Soria, entidad fundada en 1912, creándose así la Caja de Ahorros de Salamanca y Soria, conocida bajo el nombre comercial de Caja Duero.
En junio del año 2000, Caja Duero integró la red de oficinas que, hasta esa fecha, tenía en España el banco francés Crédit Lyonnais, alcanzando desde entonces el ámbito nacional.

### Caja España-Duero
En 2009, se intentó la fusión con otras cajas de Castilla y León. Después de retirarse Caja Burgos, empezaron las negociaciones solo con Caja España, que tenían que estar terminadas en 2009, pero por discrepancias en el reparto de poder se retrasó el proceso hasta 2010.
En enero de 2010, los consejos de administración de Caja Duero y Caja España aprobaron un acuerdo de fusión entre ambas entidades. En junio de 2010, esta fusión fue ratificada por las asambleas generales. La nueva caja se llamaría Caja España de Inversiones, Salamanca y Soria, Caja de Ahorros y Monte de Piedad, conocida en el tráfico como Caja España-Duero, y el nombre técnico asignado por el Banco de España fue Caja Espiga.
Como consecuencia de la burbuja inmobiliaria en España, la integración de Caja Duero y Caja España requirió 525 millones de euros, recursos que anticipó el Fondo de Reestructuración Ordenada Bancaria, previa suscripción de participaciones preferentes convertibles en cuotas participativas de la entidad resultante.

## Presencia internacional
En 1990, Caja Duero abrió su primera oficina de representación en Lisboa, que se convirtió posteriormente en oficina operativa en 1995. En 1997, se abrieron oficinas en Oporto y Viseo; en 1998, en Miranda de Duero; en 2000 en Guarda, y en 2001, en Braganza.
Desde 1991, la Caja formó parte del Grupo EGFI (European Group of Financial Institutions).

## Causas judiciales
En agosto de 2013, el Juzgado de Instrucción n.º 52 de Madrid abrió una investigación para depurar las posibles responsabilidades del expresidente de Caja Duero, Julio Fermoso, y del ex director general de la entidad, Lucas Hernández, en dos operaciones por un total de 90 millones de euros con la constructora Nozar. En mayo de 2014, el juez amplió los imputados en Caja Duero por el conocido 'caso Nozar'.
En agosto de 2014, la cúpula directiva de Caja Duero fue citada a declarar por la Audiencia Nacional por la emisión de participaciones preferentes en los años 2009 y 2010.
En marzo de 2015, el partido político Unión Progreso y Democracia se querelló en la Audiencia Nacional contra la anterior cúpula de Caja Duero por cuatro operaciones inmobiliarias «de escasa racionalidad financiera» con las que se pudo provocar «unas pérdidas» de 160 millones de euros.